# Tahōtō

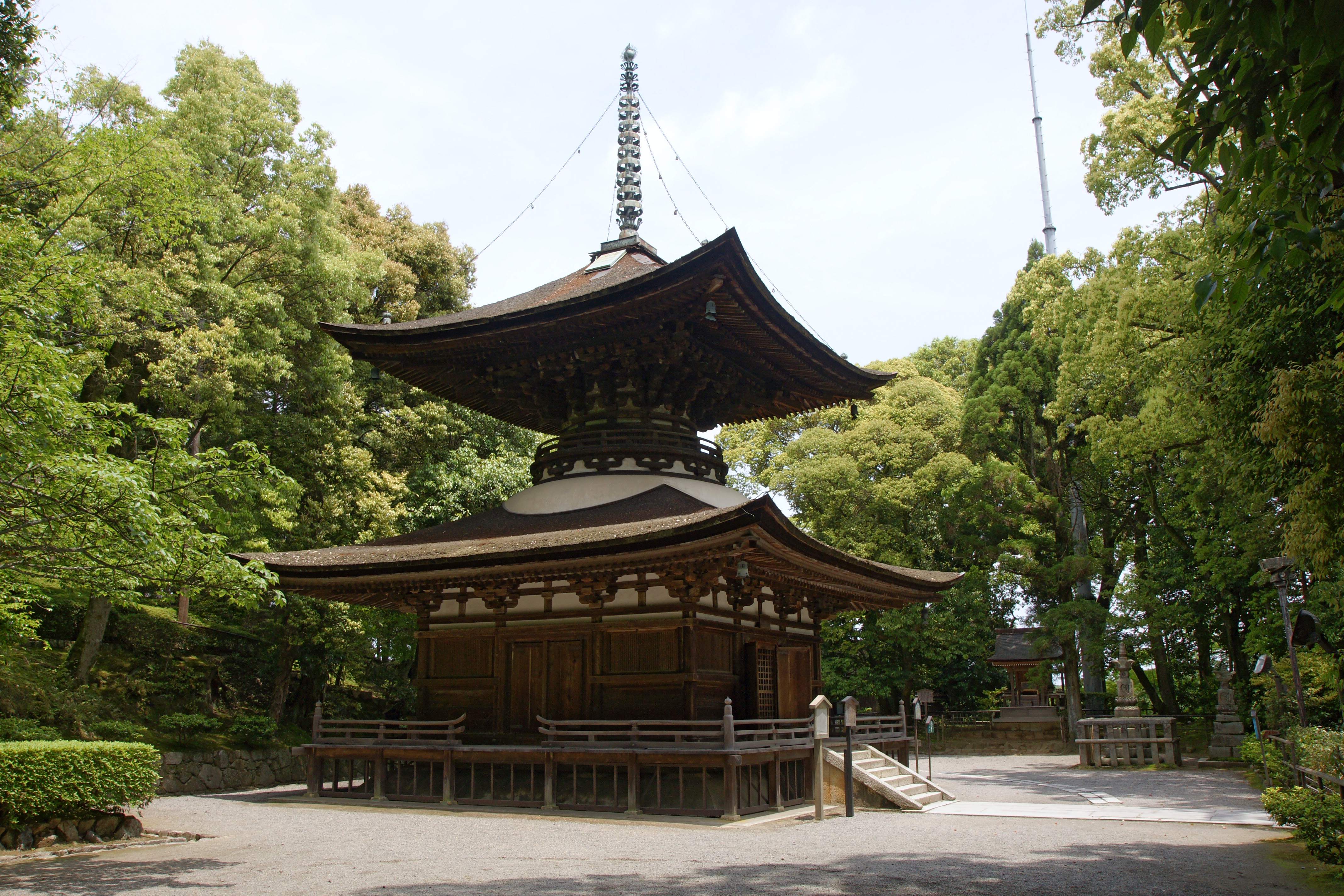
Tahōtō à Ishiyama-dera, datant de 1194 et Trésor national. Les caractères distinctifs sont la base carrée, le fossé stūpa, le mokoshi ou le toit inférieur en forme de jupe, le toit supérieur pyramidal et le sōrin ou épi de faîtage.

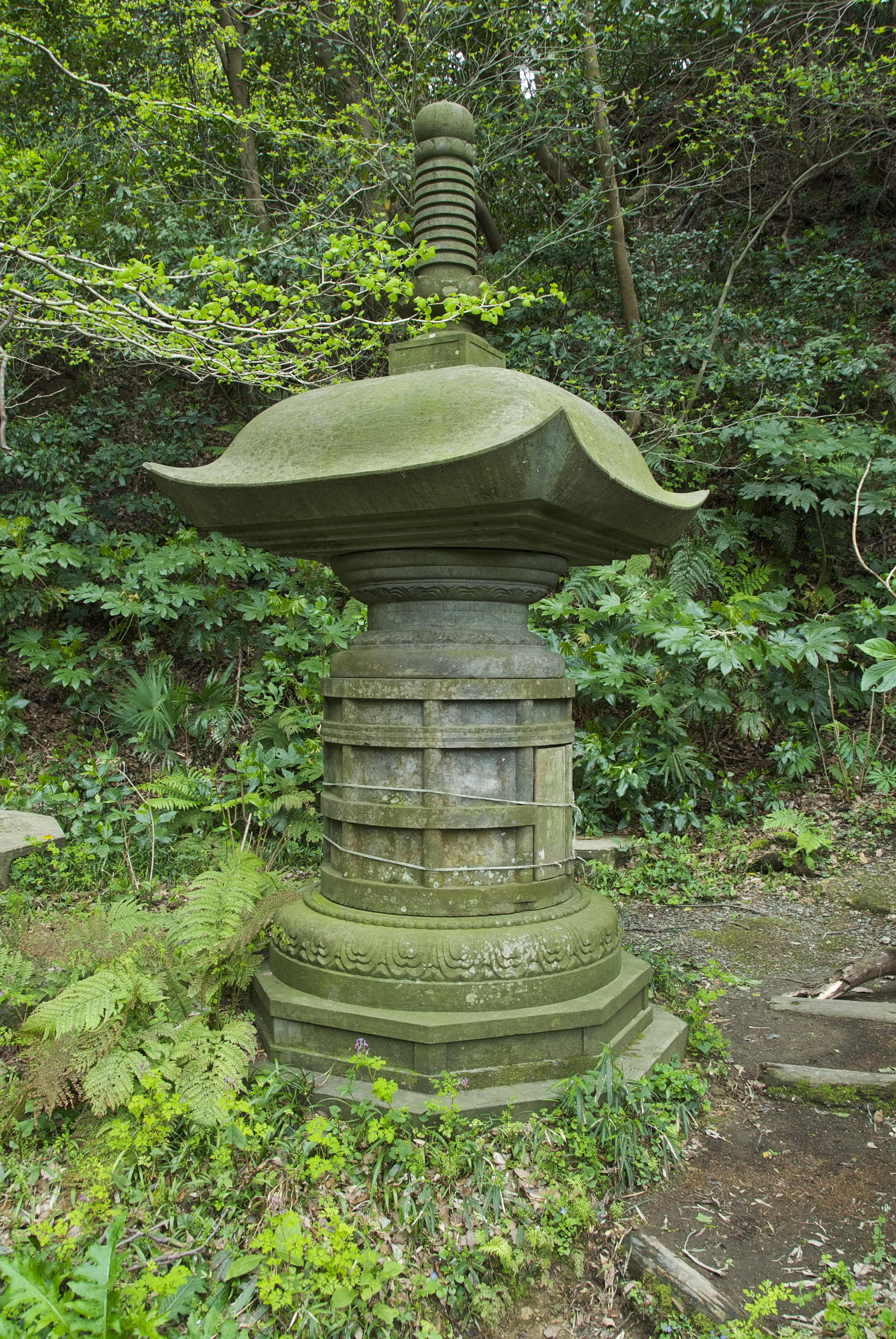
Un hōtō.

Plan du daitō à Negoro-ji. De nombreux caractères sont communs au tahōtō ; le daitō est plus large, avec cinq ken (baies) de chaque côté plutôt que trois.

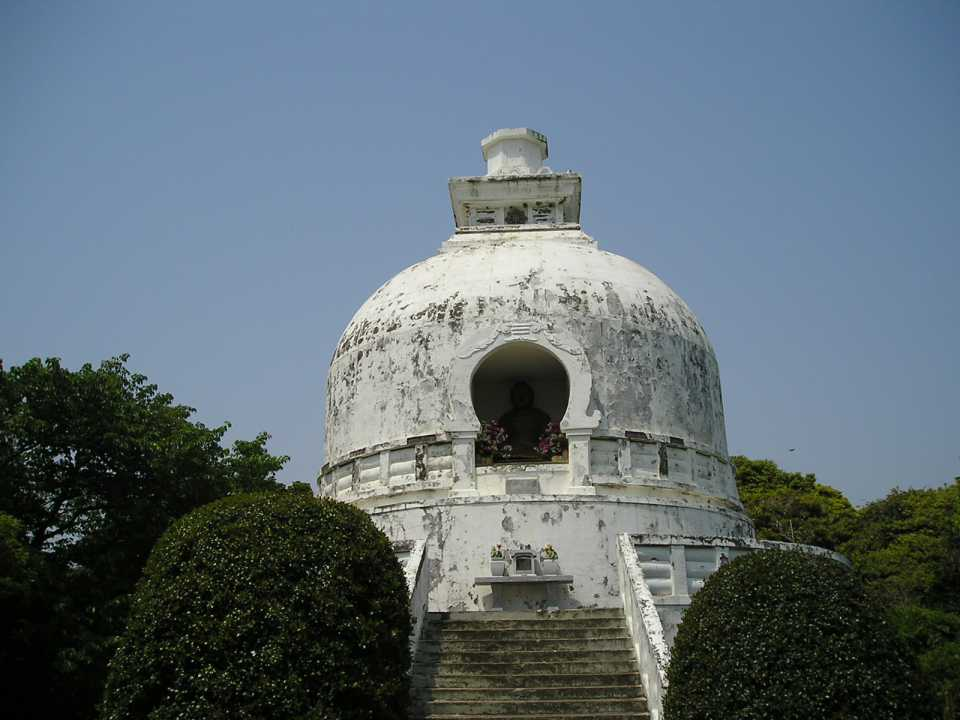
au Ryūkō-ji (Fujisawa), préfecture de Kanagawa. Sans toit de protection, le plâtre se désagrège rapidement.

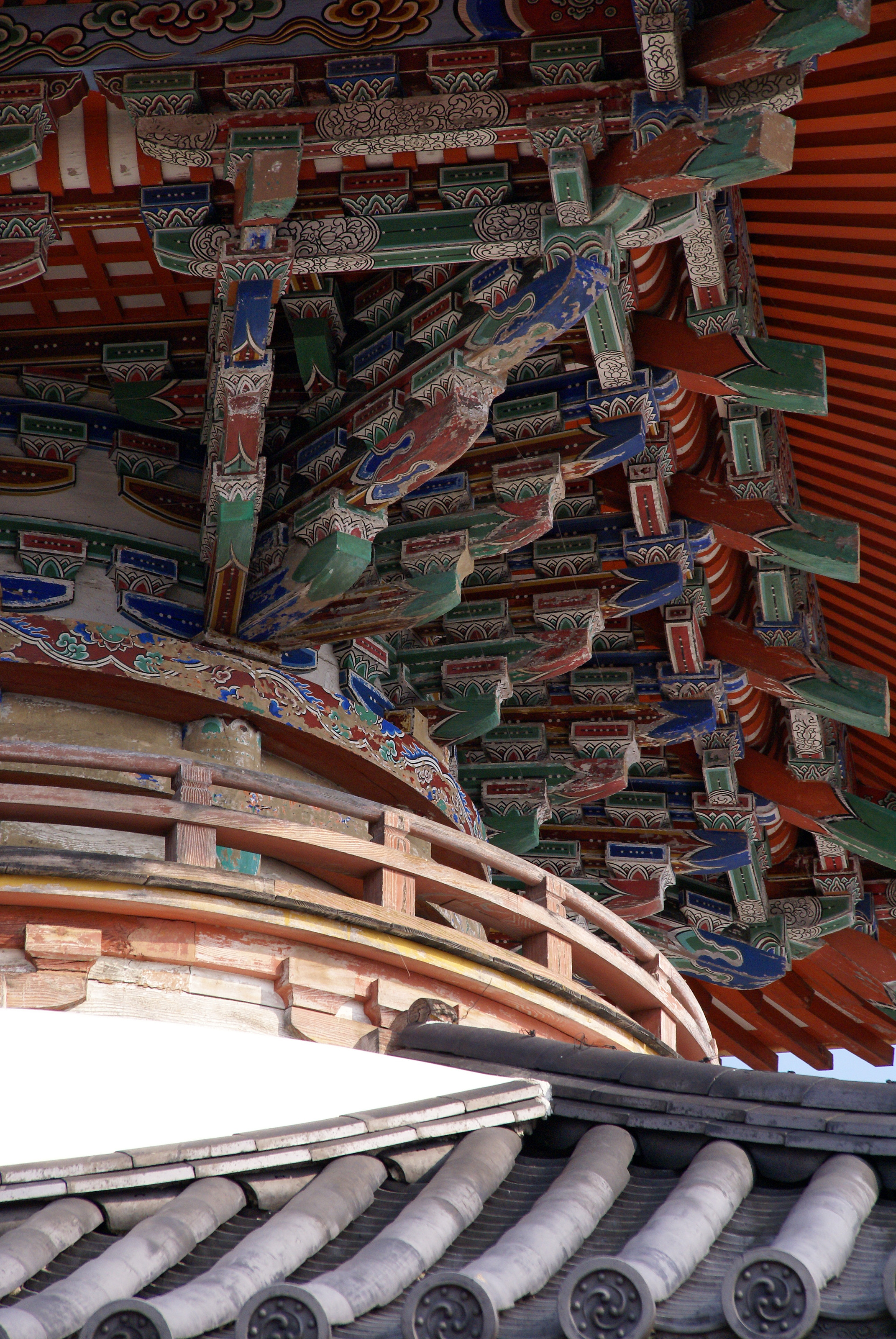
Sagami-ji, préfecture de Hyōgo.

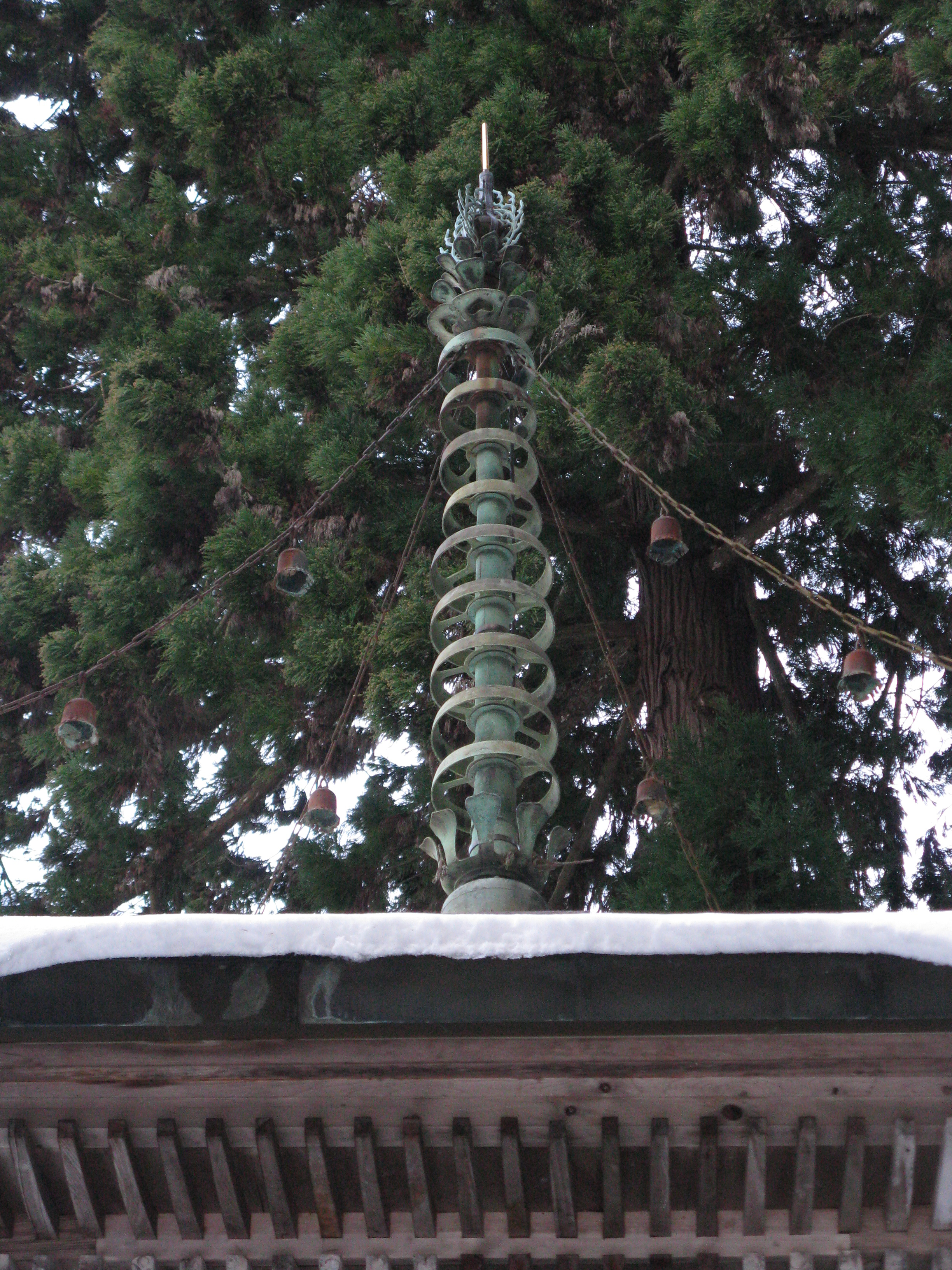
Sōrin de bronze ou épi de faîtage à Iwawaki-dera, préfecture d'Ōsaka, comprenant un bol inversé, des pétales de lotus, neuf anneaux, une flamme et des bijoux.

Un tahōtō (多宝塔, lit. « pagode ornée de nombreux bijoux ») est une forme de pagode japonaise trouvée principalement dans les temples bouddhistes des écoles Shingon et Tendai du bouddhisme Vajrayana. Cette forme est unique parmi les pagodes car elle comprend un nombre pair d'étages (deux). Le second étage a une balustrade et semble habitable mais est néanmoins inaccessible et n'offre aucun espace utile. Son nom renvoie à Prabhutaratna (en), représenté assis dans une « pagode ornée de nombreux bijoux » dans le onzième chapitre du Sūtra du Lotus,. Avec une partie inférieure carrée et une partie supérieure cylindrique, un toit « en jupe » mokoshi, un toit pyramidal et un épi de faîtage, le tahōtō ou le plus grand daitō est un des shichidō garan d'un temple Shingon. Après l'époque de Heian, la construction des pagodes décline en général et les nouveaux tahōtō se font rares. Six exemples, dont celui de Ishiyama-dera (1194) est le plus ancien, ont été désignés Trésor national.
Il n'y a pas d'exemple dans le bouddhisme chinois, que ce soit dans l'architecture chinoise ou la peinture chinoise, de quoi que ce soit qui ressemble à un tahōtō, bien qu'il existe une référence textuelle de la dynastie Song à un tahōtō avec une chambre circulaire.

## Hōtō
Le hōtō (宝塔), ou « pagode du trésor », l'ancêtre du tahōtō, date de l'introduction au Japon du bouddhisme Shingon et Tendai au IXe siècle,. Aucun hōtō en bois ne nous est parvenu bien qu'il en existe des copies modernes. Les exemplaires en pierre, en bronze ou en fer sont toujours miniatures et comprennent une pierre de fondation, un corps en forme de tonneau, un toit en pyramide et un faîteau,.

## Daitō
Tandis que le tahōtō comprend 3 × 3 ken (baies), il existe une version plus grande à 5 × 5 ken connue sous le nom daitō (大塔) ou « grande pagode ». C'est le seul type de tahōtō à conserver la structure originale avec une rangée de piliers ou un mur séparant le couloir (hisashi) à partir du noyau de la structure, disparue dans les petites pagodes,. Les daitō étaient habituels mais de tous ceux qui ont été construits, seuls quelques-uns subsistent encore. L'un se trouve au Negoro-ji dans la préfecture de Wakayama, un autre au Kongōbu-ji, également à Wakayama, un autre encore à Kirihata-dera, préfecture de Tokushima, un autre au Narita-san à Chiba (voir la liste des entrées respectives.) Kūkai lui-même, fondateur de l'école Shingon, a construit le célèbre daitō de Kongōbu-ji au mont Kōya. Haut de presque cinquante mètres, les chroniques rapportent que « la puissance de son étage unique surpasse celle des pagodes à étages multiples,, ». L'exemplaire trouvé à Negoro-ji (voir la photo ci-contre) fait 30,85 m de haut et constitue un Trésor national.

## Structure

### Étage unique
Les pagodes japonaises ont un nombre impair d'étages. Alors que le tahōto peut sembler avoir deux étages avec la balustrade, la partie supérieure est inaccessible et ne dispose pas de surface utilisable. Le toit inférieur, appelé mokoshi, fournit un abri et l'apparence d'un étage additionnel,.

### Plan d'étage
Élevé au-dessus du kamebara (« monticule tortue » (亀腹), le rez-de-chaussée dispose d'un plan carré de 3 × 3 ken avec un noyau circulaire,. À l'intérieur, une salle est marquée du signe shitenbashira ou « quatre piliers du ciel » (四天柱), référence aux quatre rois célestes,. L'objet de respect fondamental est souvent enchâssé à l'intérieur,.

### Partie supérieure
Au-dessus se trouve le second « monticule tortue », référence secondaire au stūpa. Comme le plâtre à l'air libre se désagrège rapidement, une solution naturelle est de la protéger à l'aide d'un toit, le mokoshi,. Toujours au-dessus se trouvent une courte section cylindrique et un toit pyramidal supporté par quatre crochets étagés,.

### Épi de faîtage
Comme toutes les pagodes japonaises, le tahōtō est surmonté d'un axe vertical appelé sōrin (相輪). Cela comprend la base ou « bassin de rosée », un bol inversé décoré de pétales de lotus, neuf anneaux, une « flamme d'eau » et des bijoux. La division finale en sections a une signification symbolique et sa structure dans son ensemble représente une pagode.

## Versions miniatures
Il existe un certain nombre de plus petites versions de tahōtō, en pierre, en bronze, en fer ou en bois et similaires au hōtō,.

## Signification
Un certain nombre de mandalas montrent le stūpa de fer en Inde du Sud où le patriarche Nāgārjuna a reçu les écritures ésotériques, comme une pagode à étage unique avec un corps cylindrique, un toit pyramidal et une flèche. Les formes utilisées dans le tahōtō, à savoir le carré, le cercle, le triangle, le demi-cercle et le cercle représentent peut-être les cinq éléments ou les cinq préceptes,. Le monticule stūpa en forme d’œuf ou aṇḍa (en) représente peut-être le mont Sumeru avec son faîte comme axe du monde ou, selon une interprétation populaire, la base carrée peut représenter une robe pliée, le dôme un bol de mendicité retourné et la flèche un bâton en bois (kongō-zue). Le tahōtō ne sert pas comme tour reliquaire mais souvent comme salle pour icônes.

## Exemples
| Image | Propriété                                      | Date                            | Municipalité  | Préfecture              | Commentaires | Désignation     |
| ----- | ---------------------------------------------- | ------------------------------- | ------------- | ----------------------- | --- | --------------- |
|       | Raigō-in (来迎院多宝塔),                       | 1556                            | Ryūgasaki     | Préfecture d'Ibaraki    | 3 ken, toit bardeau | BCP             |
|       | Rakuhō-ji (楽法寺多宝塔)                       | 1684                            | Sakuragawa    | Préfecture d'Ibaraki    | 3 ken ; à l'origine, une pagode à trois étages de 1254, puis en ruines et reconstruite |                 |
|       | Banna-ji (鑁阿寺多宝塔)                        |                                 | Ashikaga      | Préfecture de Tochigi   | 3 ken |                 |
|       | Kanasana-jinja (金鑽神社多宝塔)                | 1534                            | Kamikawa      | Préfecture de Saitama   | 3 ken, toit bardeau | BCP             |
|       | Kita-in (喜多院多宝塔)                         | 1639                            | Kawagoe       | Préfecture de Saitama   | 3 ken, toit de tuiles |                 |
|       | Nago-dera (那古寺多宝塔)                       | 1761                            | Tateyama      | Préfecture de Chiba     | 3 ken, toit en cuivre |                 |
|       | Ishidō-ji (石堂寺多宝塔)                       | 1548                            | Minamibōsō    | Préfecture de Chiba     | 3 ken, toit bardeau | BCP             |
|       | Narita-san daitō (新勝寺大塔)                  |                                 | Narita        | Préfecture de Chiba     | 5 ken |                 |
|       | Gokoku-ji (護国寺多宝塔)                       |                                 | Bunkyō        | Tōkyō                   | 3 ken, toit de tuiles ; sur le modèle de Ishiyama-dera |                 |
|       | Honmon-ji hōtō (池上本門寺宝塔)                | 1828                            | Ōta           | Tōkyō                   | | BCP             |
|       | Tsurugaoka Hachiman-gū daitō (鶴岡八幡宮大塔)  |                                 | Kamakura      | Préfecture de Kanagawa  | 5 ken ; détruite |                 |
|       | Nichiryūbu-ji (日竜峯寺多宝塔),                | 1275-1332                       | Seki          | Préfecture de Gifu      | 3 ken, toit en cyprès du Japon | BCP             |
|       | Kannon-ji (観音寺多宝塔),                      | 1536                            | Nagoya        | Préfecture d'Aichi      | 3 ken, toit en cuivre | BCP             |
|       | Shōkai-ji (性海寺多宝塔),                      | 1393-1466                       | Inazawa       | Préfecture d'Aichi      | 3 ken, toit en cuivre | BCP             |
|       | Mantoku-ji (万徳寺多宝塔),                     | 1467-1572                       | Inazawa       | Préfecture d'Aichi      | 3 ken, toit en cyprès du Japon | BCP             |
|       | Senjō-in (泉浄院多宝塔)                        |                                 | Inuyama       | Préfecture d'Aichi      | 3 ken, toit de tuiles |                 |
|       | Daiju-ji (大樹寺多宝塔),                       | 1535                            | Okazaki       | Préfecture d'Aichi      | 3 ken, toit en cyprès du Japon | BCP             |
|       | Chiryū-jinja (知立神社多宝塔),                 | 1509                            | Chiryū        | Préfecture d'Aichi      | 3 ken, toit bardeau | BCP             |
|       | Tōkannon-ji (東観音寺多宝塔),                  | 1528                            | Toyohashi     | Préfecture d'Aichi      | 3 ken, toit bardeau | BCP             |
|       | Mitsuzō-in (密蔵院多宝塔),                     | 1393-1466                       | Kasugai       | Préfecture d'Aichi      | 3 ken, toit bardeau démonté pour réparations en 1953, réparations du toit en 1977 | BCP             |
|       | Ishiyama-dera (石山寺多宝塔),                  | 1194                            | Ōtsu          | Préfecture de Shiga     | 3 ken, toit en cyprès du Japon ; quatre piliers peints de l'époque de Kamakura (BCP) ; à l'intérieur se trouvent une statue en bois de l'époque de Heian et une autre de l'époque de Kamakura de Dainichi Nyorai assis, les deux (BCP)       | Trésor national |
|       | Kontai-ji (金胎寺多宝塔)                       | 1298                            | Wazuka        | Préfecture de Kyōto     | 3 ken, toit bardeau | BCP             |
|       | Jōjakō-ji tōba (常寂光寺塔婆(多宝塔))          | 1620                            | Kyōto         | Préfecture de Kyōto     | 3 ken, toit en cyprès du Japon | BCP             |
|       | Yoshimine-dera (善峰寺多宝塔)                  | 1621                            | Kyōto         | Préfecture de Kyōto     | 3 ken, toit en cyprès du Japon | BCP             |
|       | Hōtō-ji tōba (寶塔寺塔婆(多宝塔))              | 1438                            | Kyōto         | Préfecture de Kyōto     | 3 ken, toit de tuiles | BCP             |
|       | Honpō-ji (本法寺多宝塔)                        | 1808                            | Kyōto         | Préfecture de Kyōto     | 3 ken, toit de tuiles |                 |
|       | Hōrin-ji (法輪寺多宝塔)                        |                                 | Kyōto         | Préfecture de Kyōto     | 3 ken, toit en cuivre |                 |
|       | Jingo-ji (神護寺多宝塔),                       | 1935                            | Kyōto         | Préfecture de Kyōto     | 3 ken, toit de tuiles ; à l'intérieur se trouvent cinq statues en bois de l'époque de Heian représentant Kokuzō Bosatsu assis (trésor national)                                                                                              |                 |
|       | Chion-in (知恩院多宝塔)                        |                                 | Kyōto         | Préfecture de Kyōto     | 3 ken, toit de tuiles |                 |
|       | Eikan-dō Zenrin-ji (永観堂多宝塔)              | 1928                            | Kyōto         | Préfecture de Kyōto     | 3 ken |                 |
|       | Daikaku-ji hōtō (大覚寺宝塔)                   |                                 | Kyōto         | Préfecture de Kyōto     | 3 ken, toit de tuiles |                 |
|       | Kurama-dera (鞍馬寺多宝塔)                     | 1960                            | Kyōto         | Préfecture de Kyōto     | 3 ken ; le précédent tahōtō est détruit à la fin de la période Edo |                 |
|       | Sanmyō-in (三明院多宝塔)                       |                                 | Kyōto         | Préfecture de Kyōto     | 3 ken, toit en cuivre |                 |
|       | Seiryō-ji (清凉寺多宝塔)                       | 1702                            | Kyōto         | Préfecture de Kyōto     | 3 ken, toit de tuiles |                 |
|       | Anao-ji (穴太寺多宝塔)                         | 1804                            | Kameoka       | Préfecture de Kyōto     | 3 ken, toit de tuiles |                 |
|       | Daifukukō-ji (大福光寺多宝塔),                 | 1275-1332                       | Kyōtamba      | Préfecture de Kyōto     | 3 ken, toit en cyprès du Japon ; démonté pour réparations en 1918, nouvelles réparations en 1955 | BCP             |
|       | Enryū-ji (円隆寺多宝塔)                        | 1751                            | Maizuru       | Préfecture de Kyōto     | 3 ken, toit de tuiles |                 |
|       | Chion-ji (智恩寺多宝塔)                        | 1500                            | Miyazu        | Préfecture de Kyōto     | 3 ken, toit bardeau | BCP             |
|       | Shōman-in tōba (勝鬘院塔婆)                    | 1597                            | Ōsaka         | Préfecture d'Ōsaka      | 3 ken, toit de tuiles | BCP             |
|       | Iwawaki-dera (岩湧寺多宝塔),                   | 1467-1572                       | Kawachinagano | Préfecture d'Ōsaka      | 3 ken, toit en cuivre, à l'intérieur se trouve une statue en bois de l'époque de Heian représentant Dainichi Nyorai assis (BCP) |                 |
|       | Kongō-ji (金剛寺多宝塔)                        | 1086-1184                       | Kawachinagano | Préfecture d'Ōsaka      | 3 ken, toit bardeau | BCP             |
|       | Jigen-in (慈眼院多宝塔)                        | 1271                            | Izumisano     | Préfecture d'Ōsaka      | 3 ken, toit en cyprès du Japon | Trésor national |
|       | Daiitoku-ji (大威徳寺多宝塔)                   | 1515                            | Kishiwada     | Préfecture d'Ōsaka      | 3 ken, toit de tuiles | BCP             |
|       | Katsuō-ji (勝尾寺多宝塔)                       | 1987                            | Minoh         | Préfecture d'Ōsaka      | 3 ken, toit en cuivre |                 |
|       | Hōdō-ji (法道寺多宝塔),                        | 1368                            | Sakai         | Préfecture d'Ōsaka      | 3 ken, toit de tuiles ; démonté pour réparations en 1921, réparations du toit en 1969 | BCP             |
|       | Eifuku-ji (叡福寺多宝塔)                       | 1652                            | Taishi        | Préfecture d'Osaka      | 3 ken, toit de tuiles | BCP             |
|       | Sagami-ji (酒見寺多宝塔)                       | 1662                            | Kasai         | Préfecture de Hyōgo     | 3 ken, toit inférieur en tuiles, toit supérieur en cyprès du Japon | BCP             |
|       | Okusan-ji (奥山寺多宝塔)                       | 1709                            | Kasai         | Préfecture de Hyōgo     | 3 ken, toit de tuiles |                 |
|       | Chōkō-ji (奥山寺多宝塔)                        | 1710                            | Katō          | Préfecture de Hyōgo     | 3 ken, toit de tuiles |                 |
|       | Tokkō-in (徳光院多宝塔)                        | 1478                            | Kōbe          | Préfecture de Hyōgo     | 3 ken, toit de tuiles | BCP             |
|       | Gaya-in (伽耶院多宝塔)                         | 1648                            | Miki          | Préfecture de Hyōgo     | 3 ken, toit de tuiles | BCP             |
|       | Renge-ji (蓮花寺多宝塔)                        | 1812                            | Miki          | Préfecture de Hyōgo     | 3 ken, toit en cyprès du Japon |                 |
|       | Tōkō-ji (蓮花寺多宝塔)                         | Milieu de l'époque de Muromachi | Miki          | Préfecture de Hyōgo     | 3 ken, toit supérieur en fer, toit inférieur en tuiles |                 |
|       | Shōkon-ji (荘厳寺多宝塔)                       | 1715                            | Nishiwaki     | Préfecture de Hyōgo     | 3 ken, toit en cyprès du Japon |                 |
|       | Chōon-ji (長遠寺多宝塔)                        | 1607                            | Amagasaki     | Préfecture de Hyōgo     | 3 ken, toit de tuiles | BCP             |
|       | Onsen-ji (温泉寺多宝塔)                        |                                 | Toyooka       | Préfecture de Hyōgo     | 3 ken, toit de tuiles |                 |
|       | Kichiden-ji (吉田寺多宝塔)                     | 1463                            | Ikaruga       | Préfecture de Nara      | 3 ken, toit de tuiles | BCP             |
|       | Kume-dera (久米寺多宝塔)                       | 1615-1660                       | Kashihara     | Préfecture de Nara      | 3 ken, toit bardeau | BCP             |
|       | Chōgosonshi-ji (朝護孫子寺多宝塔)              |                                 | Heguri        | Préfecture de Nara      | 3 ken, toit de tuiles |                 |
|       | Hōzan-ji (宝山寺多宝塔)                        |                                 | Ikoma         | Préfecture de Nara      | 3 ken, toit de tuiles |                 |
|       | Tōnan-in (東南院多宝塔)                        | début ère Meiji                 | Yoshino       | Préfecture de Nara      | 3 ken, toit bardeau |                 |
|       | Jison-in (慈尊院多宝塔)                        | 1624                            | Kudoyama      | Préfecture de Wakayama  | 3 ken, toit en cuivre |                 |
|       | Kōyasan Danjō Garan daitō (大塔),              |                                 | Kōya          | Préfecture de Wakayama  | 5 ken ; cinq dhyani bouddhas du taizōkai consacrés à l'intérieur, avec un bodhisattva peint sur les colonnes en forme de mandala ; le premier daitō est terminé en 837. Il est détruit par le feu comme quatre autres successeurs[pas clair] |                 |
|       | Kongōbu-ji Saitō (金剛峯寺西塔)                | 1834                            | Kōya          | Préfecture de Wakayama  | 5 ken, toit de tuiles ; cinq bouddhas du taizōkai consacrés à l'intérieur |                 |
|       | Kongōbu-ji Tōtō (金剛峯寺東塔)                 |                                 | Kōya          | Préfecture de Wakayama  | 3 ken |                 |
|       | Tahōtō de Kongō Sanmai-in (金剛三昧院多宝塔),  | 1223                            | Kōya          | Préfecture de Wakayama  | 3 ken, toit en cyprès du Japon ; à l'intérieur se trouvent des statues en bois de l'époque de Kamakura représentant les cinq Dhyani Bouddhas assis                                                                                           | Trésor national |
|       | Kimii-dera (護国院多宝塔)                      | 1449                            | Wakayama      | Préfecture de Wakayama  | 3 ken, toit de tuiles | BCP             |
|       | Kaizen-in (海禅院多宝塔)                       | 1653                            | Wakayama      | Préfecture de Wakayama  | 3 ken, toit de tuiles |                 |
|       | Negoro-ji (daitō) (根来寺多宝塔(大塔))         | 1492-1554                       | Iwade         | Préfecture de Wakayama  | 3 ken, toit en cyprès du Japon | Trésor national |
|       | Jōmyō-ji (浄妙寺多宝塔),                       | 1275-1332                       | Arida         | Préfecture de Wakayama  | 3 ken, toit de tuiles ; démonté pour réparations en 1935 | BCP             |
|       | Chōhō-ji (長保寺多宝塔),                       | 1357                            | Kainan        | Préfecture de Wakayama  | 3 ken, toit de tuiles ; démonté pour réparations en 1927 | Trésor national |
|       | Henshō-ji (遍照寺多宝塔)                       | 1606                            | Kasaoka       | Préfecture d'Okayama    | 3 ken, toit de tuiles | BCP             |
|       | Rendai-ji (蓮台寺多宝塔)                       | 1670                            | Kurashiki     | Préfecture d'Okayama    | 3 ken, toit de tuiles ; reconstruit après une tempête en 1843 |                 |
|       | Anjū-in (安住院多宝塔)                         | 1688-1703                       | Okayama       | Préfecture d'Okayama    | 3 ken, toit de tuiles |                 |
|       | Shōen-ji tōba (静円寺塔婆(多宝塔))             | 1690                            | Setouchi      | Préfecture d'Okayama    | 3 ken, toit de tuiles |                 |
|       | Mitaki-dera (三瀧寺多宝塔),                    | 1526                            | Hiroshima     | Préfecture de Hiroshima | 3 ken, toit de tuiles ; faisait originellement partie du sanctuaire Hachiman dans la préfecture de Wakayama ; déplacé en 1951 en l'honneur des victimes des bombardements atomiques de Hiroshima et Nagasaki                                 |                 |
|       | Itsukushima-jinja (厳島神社多宝塔),            | 1523                            | Hatsukaichi   | Préfecture de Hiroshima | 3 ken, toit bardeau | Trésor national |
|       | Jōdo-ji (浄土寺多宝塔),                        | 1319-28                         | Onomichi      | Préfecture de Hiroshima | 3 ken, toit de tuiles ; démonté pour réparations en 1935, repeint en 1973 | BCP             |
|       | Kōsan-ji (耕三寺多宝塔)                        | 1942                            | Onomichi      | Préfecture de Hiroshima | 3 ken, toit en cuivre sur le modèle de Ishiyama-dera | Protégé         |
|       | Buttsu-ji (佛通寺多宝塔)                       | 1927                            | Mihara        | Préfecture de Hiroshima | 3 ken, toit en cuivre | Protégé         |
|       | Akaibō (閼伽井坊多宝塔),                       | 1560                            | Kudamatsu     | Préfecture de Yamaguchi | 3 ken, toit bardeau ; inscription datée trouvée en 1928 | BCP             |
|       | Daitō du Kirihata-ji (Awa) daitō (切幡寺大塔), | 1618                            | Awa           | Préfecture de Tokushima | 5 ken, deux étages, toit de tuiles ; piliers inhabituellement ordonnés en un carré concentrique ; déplacé de Sumiyoshi-taisha à Ōsaka durant l'ère Meiji                                                                                     | BCP             |
|       | Yakuō-ji yugitō (薬王寺瑜祇塔)                 | 1963                            | Minami        | Préfecture de Tokushima | |                 |
|       | Kumadani-ji (Awa)tahōtō (熊谷寺多宝塔)         |                                 | Awa           | Préfecture de Tokushima | 3 ken, toit de tuiles |                 |
|       | Yoda-ji (與田寺多宝塔)                         |                                 | Higashikagawa | Préfecture de Kagawa    | 3 ken, toit de tuiles |                 |
|       | Ōkubo-ji (大窪寺多宝塔)                        |                                 | Sanuki        | Préfecture de Kagawa    | 3 ken |                 |
|       | Dōryū-ji (道隆寺多宝塔)                        |                                 | Tadotsu       | Préfecture de Kagawa    | 3 ken, toit de tuiles |                 |
|       | Yakuri-ji (八栗寺多宝塔)                       |                                 | Takamatsu     | Préfecture de Kagawa    | 3 ken |                 |

## Source de la traduction
- (en) Cet article est partiellement ou en totalité issu de l’article de Wikipédia en anglais intitulé « Tahōtō » (voir la liste des auteurs).